# Марґо Фостер
Марґо Фостер (англ. Margot Foster, 3 жовтня 1958) — австралійська академічна веслувальниця.
Бронзова призерка Олімпійських Ігор 1984 року в складі розпашної четвірки зі стерновою.
Переможниця Ігор Співдружності 1986 року в складі вісімки.